# Brett Hoffmann
Bret Hoffmann (8 de fevereiro de 1967 – 7 de julho de 2018) foi um cantor e vocalista americano. 

## Carreira
Em 2005, ele voltou novamente e substituindo Symons. Ele voltou para Malévolo novamente, em 2006, para fins de turismo e aparece no Malévolo criação do décimo Doomsday X, 11 de Invidious Dominion, e o 12º álbum, Dead Man's Path.
Em 7 de julho de 2018, Brett morreu de câncer de cólon, com a idade de 51 anos.